# Cees Koeken

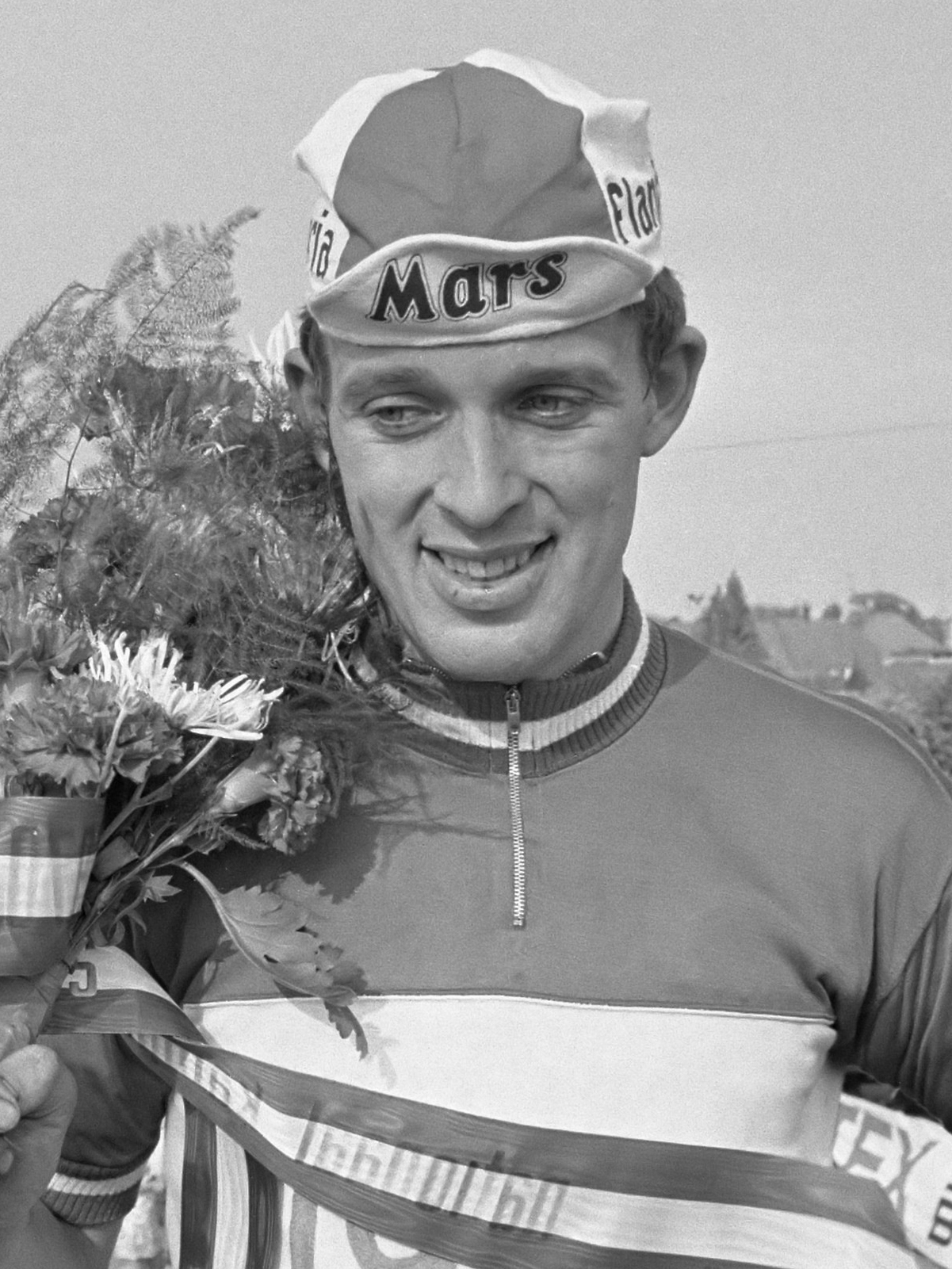
Cees Koeken

Cees Koeken (* 29. Oktober 1948 in Achtmaal, Provinz Noord-Brabant) ist ein ehemaliger niederländischer Radrennfahrer und nationaler Meister im Radsport.

## Sportliche Laufbahn
Als Amateur wurde er 1968 Fünfter der Tour of Scotland und holte einen Etappensieg in der Internationalen Rheinland-Pfalz-Rundfahrt. 1970 wurde er nationaler Meister im Straßenrennen der Amateure vor Hennie Kuiper. Im Rennen der UCI-Straßen-Weltmeisterschaften belegte er den 9. Rang. Er gewann 1971 jeweils eine Etappe der Olympia’s Tour und des britischen Milk Race. 1971 wurde er Berufsfahrer im Radsportteam Gazelle. Er gewann in der Saison 1972 eine Etappe der Tour de l’Avenir und der Vuelta a España. In der Vuelta a España 1972 wurde er 56., in der Tour de France schied er aus.